# Диас, Даниэль
Даниэль Альберто Диас, по прозвищу Ката (исп. Daniel Alberto 'Cata' Díaz; 13 июня 1979, Сан-Фернандо-дель-Валье-де-Катамарка) — аргентинский футболист, игравший на позиции правого защитника. Серебряный призёр Кубка Америки 2007 в составе сборной Аргентины.

## Биография
Диас родился в провинции Катамарка, в городе Сан-Фернандо-дель-Валье, за счёт чего получил своё прозвище Ката. Начал заниматься футболом в юношеской команде «Хувентуд де Катамарка» и в 1997 году, будучи ещё молодым игроком, перешёл в «Росарио Сентраль», где спустя 3 года начал профессиональную карьеру.
В 2003-04 гг. выступал в мексиканском «Крус Асуле», но вскоре вернулся в возглавляемый Альфио Базиле клуб «Колон». В «Колоне» Диас быстро стал капитаном команды и когда Базиле возглавил «Боку Хуниорс», также перешёл в состав аргентинского гранда (сумма сделки составила 3 миллиона долларов), несмотря на то, что за Диаса также боролся «Ривер Плейт».
После великолепной кампании в Кубке Либертадорес с «Бокой», а также выступления на Кубке Америки в составе сборной Аргентины в 2007 году, Диас перешёл в испанский клуб «Хетафе», заплативший «Боке» за переход 4 миллиона евро.

## Достижения
- Чемпион Аргентины (2): 2005 (Апертура), 2006 (Клаусура)
- Обладатель Кубка Либертадорес (1): 2007
- Обладатель Южноамериканского кубка (1): 2005
- Обладатель Рекопы (1): 2005
- Обладатель Кубка Испании (1): 2013